# Kateřina Neumannová
Kateřina Neumannová (fil), född 15 februari 1973 i Písek, Tjeckien, Tjeckoslovakien,är en tjeckisk längdåkare.
Neumannová vann 12 februari 2006 en olympisk silvermedalj i dubbeljakt, 15 kilometer, och den 24 februari samma år en olympisk guldmedalj på 30 km masstart.
Neumannová vann två junior-VM-guld 1992 och 1993, och gjorde sina första olympiska vinterspel 1992 i Albertville, samma år debuterade hon även i världscupen. Hon tog totalt 18 individuella världscupssegrar och två VM-guld på distansen 10 kilometer, 2005 i Oberstdorf och 2007 i Sapporo. Hon avslutade sin karriär med en andra plats vid världscupavslutningen i Falun 2007.
Hon var också en framgångsrik cyklist och tog en bronsmedalj i mountainbike vid EM 1995. Hon kvalificerade sig för de olympiska cykeltävlingarna i Atlanta 1996 där hon slutade på en 18:e plats i terrängloppet i mountainbike.
Neumannová har en dotter, född 2003.